# Ron Hansen
Ron Hansen (Omaha, 8 dicembre 1947) è uno scrittore statunitense.

## Biografia
Nato a Omaha, Nebraska, nel 1947, dopo gli studi alla Creighton Preparatory School e alla scuola gesuita, ha conseguito un Bachelor of Arts in Inglese alla Creighton University nel 1970 e un Master of Fine Arts all'Università dell'Iowa nel 1974 prima d'ottenere una Stegner Fellowship per l'Università di Stanford.
Ha esordito nella narrativa nel 1979 con il romanzo Desperadoes ispirato alle gesta della banda Dalton e in seguito ha pubblicato altri nove romanzi e tre raccolte di racconti basandosi spesso su eventi della storia americana e utilizzando sovente i canoni del genere western.
Professore di arte e discipline umanistiche alla Santa Clara University, tre delle sue opere hanno fornito il soggetto per altrettante pellicole cinematografiche, la più famosa delle quali è stata L'assassinio di Jesse James per mano del codardo Robert Ford del 2007.
Ordinato diacono nel 2007, è stato finalista al National Book Award nel 1996 e al Premio PEN/Faulkner nel 1984 e nel 1997.

## Opere

### Romanzi
- Desperadoes (1979)
- The Assassination of Jesse James by the Coward Robert Ford (1983)
- The Shadowmaker (1987)
- Mariette e l'estasi (Mariette in Ecstasy, 1991), Milano, Anabasi, 1993 traduzione di Franca Castellenghi Piazza ISBN 88-417-1008-X.
- Atticus (1996)
- Hitler's Niece (1999)
- Isn't It Romantic?: An Entertainment (2003)
- Exiles (2008)
- A Wild Surge of Guilty Passion (2011)
- The Kid (2016)

### Raccolte di racconti
- Nebraska (1989)
- A Stay Against Confusion: Essays on Faith and Fiction (2001)
- She Loves Me Not: New and Selected Stories (2012)

## Adattamenti cinematografici
- La verità nascosta (Missing Pieces), regia di Carl Schenkel (2000)
- L'assassinio di Jesse James per mano del codardo Robert Ford (The Assassination of Jesse James by the Coward Robert Ford), regia di Andrew Dominik (2007)
- Mariette in Ecstasy, regia di John Bailey (2019) (autore anche della sceneggiatura)

## Televisione
- Jack, investigatore privato (Private Eye) serie TV ideata da Anthony Yerkovich episodio 1x04 (1987) (sceneggiatore)

## Premi e riconoscimenti
- Premio PEN/Faulkner per la narrativa: 1984 finalista con The Assassination of Jesse James by the Coward Robert Ford e 1997 finalista con Atticus
- National Book Award per la narrativa: 1996 finalista con Atticus
- Guggenheim Fellowship: 1990[10]